# Habronychus sikkimensis
Habronychus sikkimensis es una especie de coleóptero de la familia Cantharidae.

## Distribución geográfica
Habita en Sikkim (India).